# Salt de la Minyona
El Salt de la Minyona és un jaciment arqueològic del Paleolític superior que es troba a Vilanova de Sau (Osona), inclòs a l'Inventari del Patrimoni Arqueològic i Paleontològic de Catalunya.
És el jaciment arqueològic que es troba més al sud dels que conformen el conjunt del Cingle Vermell de l'àrea de Vilanova de Sau.
La seva cronologia gira al voltant del Paleolític superior, entorn del 15.000 i el 9.000 ANE. Es tracta d'un abric situat al peu d'un espadat de roca, format per conglomerats vermellosos -característics de la zona-, en una àrea de bosc de pins i alzines, sota una península que li dona nom. Segons el Doctor J. Estévez de la Universitat Autònoma de Barcelona, tocant la paret de l'abric, es localitzà una bancada de sediment de poca potència i extensió, formada per l'acumulació de sorres arran de la descomposició de la cinglera i l'aportació eòlica. Els sediments dels altres jaciments de la zona presenten les mateixes característiques. La lítica que s'hi documenta estava tallada sobre suport de quars. Aquesta -segons J. Estévez-, juntament amb la fauna, és semblant i associable cronològicament a la del Roc Del Migdia. El mateix investigador considera que el jaciment pot donar-se per exhaurit.